# Гь
Гь, гь — кириллический диграф, используемый в абазинском, абхазском, аварском, агульском, кумыкском, лакском, лезгинском, рутульском, табасаранском, татском и цахурском языках.

## Использование
В абазинском, абхазском алфавитах считается отдельной буквой и используется для обозначения звука [gʲ].
В аварском, кумыкском, лакском, лезгинской, рутульском, табасаранском, татском, цахурском алфавитах также считается отдельной буквой и используется для обозначения звука [h].